# دوزخ (فیلم ۱۹۹۹)
دوزخ (به انگلیسی: Inferno) همچنین با نام گرمای بیابان (به انگلیسی: Desert Heat) نیز شناخته می‌شود، یک فیلم اکشن و وسترن آمریکایی به کارگردانی جان جی. آویلدسن با بازی ژان-کلود ون دام محصول سال ۱۹۹۹ میلادی است. این آخرین فیلم سینمایی بود که جان جی آویلدسن قبل از مرگش در سال ۲۰۱۷ کارگردانی کرد.
خلاصه داستان حول محور ادی لومکس (ون دام) است که یک سرباز کهنه‌کار و سرخورده از زندگی در بیابان سرگردان به دنبال دلیلی برای مرگ خودش است. اتفاقی با چند اراذل و اوباش از شهر مجاور که موتور ادی را می‌دزدند و تقریباً تا سر حد مرگ او را کتک می‌زنند، و او را در مسیر انتقام قرار می‌دهد.

## بازیگران
- ژان کلود ون دم در نقش ادی لومکس
- دنی ترخو as Johnny Six Toes
- پت موریتا as Jubal Early
- گابریل فیتزپاتریک as Rhonda Reynolds
- لاری دراک as Ramsey Hogan
- وینسنت شیاولی as Mr. Singh
- دیوید فرالیک as Matt Hogan
- سیلاس وایر میشلدر as Jesse Hogan
- جاناتان آویلدسن as Petey Hogan
- جیمی پرسلی as Dottie Matthews
- بیل اروین as Eli Hamilton
- فورد راینی as Pop Reynolds
- کوین وست as Vern
- پریسیلا پوینتر as Mrs. Henry Howard
- رابرت سایموندز as Henry Howard
- پال کوسلو as Ives
- برت هارلسون در نقش لوک
- جف کوبر as Beserko
- گرگوری اسکات کومینز در نقش لئون
- نیل دلاما در نقش لستر
- نیکی بوکال as Carol Delvecchio
- کلی اوینگ as Rose Delvecchio
- لی ترگسن در نقش لوک
- استیو ادل در نقش جو باب
- اریک آود در نقش سرباز
- ری چانگ در نقش آقای چانگ
- اولین گوررو as Bertie Early
- جیم هانکس as Tour Bus Driver
- لیسا مک‌کالو as Irma
- اد تروتا در نقش جک

## تولید
ورایتی گزارش داد که فیلمبرداری در ژوئن ۱۹۹۸ آغاز شد و یک برنامه برنامه‌ریزی شده برای هشت هفته داشت. قطع اصلی فیلم با نام ماه کایوت (انگلیسی: Coyote Moon) شناخته می‌شد. ون دام از این اسم خوشش نیامد و دوباره فیلم را تدوین کرد. آویلدسن تلاش ناموفق کرد تا نام خود را از فیلم حذف کند.

## بازخوردها
این فیلم در سایت راتن تومیتوز دارای امتیاز ۳ از ۱۰ می‌باشد.